# José da Silva Guimarães
José da Silva Guimarães (? — 1844) foi um político brasileiro.
Foi presidente da província de Mato Grosso, de 21 de maio a 16 de setembro de 1838, de 28 de outubro de 1840 a 9 de dezembro de 1842, e de 11 de maio a 7 de agosto de 1843.